# Góliát madárpók
A góliát madárpók vagy óriás tarantula (Theraphosa blondi), a madárpókfélék (Theraphosidae) családjába tartozó faj, melyre a Föld legnagyobb pókjaként hivatkoznak. A pókfajt viktoriánus korabeli felfedezők nevezték el, amikor szemtanúi voltak, hogy a pók megevett egy kolibrit.

## Előfordulása
Brazília, Guyana és Venezuela esőerdejeinek talaján lévő üregek lakója.

## Megjelenése
Testhossza elérheti a 12 centimétert, lábfesztávolsága a 28 centimétert, tömege pedig a 175 grammot. Alapszíne gesztenyebarna, testét világosabb szőrök borítják.

## Életmódja
Apró rágcsálókkal, rovarokkal, kisebb mérgeskígyókkal és más hüllőkkel táplálkozik. Éjszakai életmódot folytat.